# Sylvie Hue
Sylvie Hue, née en juin 1963, est une clarinettiste française. Elle est la première femme à être admise comme clarinettiste tutti puis  clarinette solo à l'orchestre de la Garde républicaine.

## Biographie
Sylvie Hue démarre l'apprentissage de la clarinette à l'école de musique de Lisieux puis enchaine dans la classe de Jacques Millon à l'école nationale de musique de Créteil. À l'issue, elle prend des cours avec Guy Deplus au conservatoire du 12e arrondissement et est admise au Conservatoire national supérieur de musique et de danse de Paris trois ans plus tard toujours dans la classe de Guy Deplus.
Après avoir poursuivi en parallèle des études musicales et littéraires à l'Université de Paris XII et au Conservatoire national supérieur de musique et de danse de Paris depuis 1984, cette élève de Guy Deplus et de Christian Lardé obtient en 1987 un premier prix de clarinette à l'unanimité et en 1988 un premier prix de musique de chambre. Elle obtient en 1988 également une licence de lettres modernes et étudie l'écriture et la composition avec Jean-Michel Bardez. 
Premier prix du Concours international de Tokyo en 1988, lauréate du Concours international de Prague en 1991, elle est devenue première soliste à l'Orchestre de la Garde républicaine de Paris depuis juin 1988, trois années après son entrée en 1985. Elle se produit en récital et avec orchestre en France et dans le monde, et tout particulièrement au Japon. Avec la pianiste Frédérique Lagarde, elle joue en outre régulièrement en duo et est à l'origine du trio Paronyme .
De nombreux compositeurs renommés, dont Pierre Ancelin, Roger Boutry, Graciane Finzi et Armando Ghidoni, lui ont dédié des œuvres concertantes et de musiques de chambre.
Elle enseigne au Conservatoire à rayonnement départemental de Paris-Saclay (Orsay) et écrit des ouvrages pédagogiques. 
Elle est directrice de collection aux Éditions Combre à Paris. Elle est co-auteur d' un ouvrage sur l'histoire de l'orchestre de la Garde Républicaine. 
Elle joue le modèle de clarinette Prestige de la maison Henri Selmer.

## Discographie (sélective)
- La clarinette de la Belle Époque, vol. I & II, avec Roger Boutry (piano), REM (Polygram) 311209 XCD/ 311295 XCD, 1993 / 1996
- Concerto pour clarinette et orchestre à cordes d’Armando Ghidoni, avec  Roger Boutry (piano et chef d'orchestre), Sylvie Hue (clarinette), Jean Barthe (violoncelle), Quintetto Euterpe, Udine (Italie): Pizzicato Edizioni Musicali, PIZZ 004, 1996
- Paronymes de Roger Boutry, pour clarinette, saxophone et piano dans Dédicaces pour saxophone & piano, éditions Pierre Verany PV7996III, 1996 avec Frédérique Lagarde (piano), Philippe Portejoie (saxophone) et Fusako Kondo (soprano)
- Sonate pour clarinette et piano op. 23 de Trygve Madsen (en), dans Sonatas, Marmalades & Faxes, avec Philippe Duchesne (saxophone basse), Quatuor Jean Ledieu, Alain Jousset (saxophone ténor), Frédérique Lagarde (piano), Philippe Portejoie (saxophone alto), Quatuor De Clarinettes Francilien, Sylvie Hue (clarinette) et Roger Boutry (piano), Hemera (Naxos), HCD2921, 1997
- Concerto n° 1 de Carl Maria von Weber, Orchestre d'harmonie de la Force Aérienne Belge, Éditions Robert Martin RM 08956 IL 660, 1998
- Concerto pour clarinette et ensemble instrumental, "Ebony concerto" d'Igor Stravinsky dans Alternances avec l'orchestre d'harmonie de la Garde Républicaine, Corélia CC875, 1997
- Intermède pour clarinette en la et piano de Gérard Gasparian dans Intermède; Cycle vocal; Pulsions; Quintette; Ballade; Sonate, label Timpani, 2000
- Contre-Chant, duo avec Frédérique Lagarde (piano), œuvres de Francis Poulenc, Jacques Castérède, Roger Boutry, Nicolas Bacri et Pierre Sancan, Le Chant de Linos, CL 0939, 2008[3]
- Breeze on the sea (répertoire britannique pour clarinette et piano), piano: Roger Boutry, Édition Syrius (Coda) Syr 141349, 2013

## Ouvrages
- L'Apprenti clarinettiste vol. 1 et 2 – Éditions Combre, 1995 (OCLC 717620241)
- Jean-Marc Lanois, Jean-Loup Mayol et Sylvie Hue, 150 ans de musique à la Garde républicaine, La Nouvelle Arche de Noé, 1998, 274 p. (ISBN 9782843680977).
- 18 études ethniques, Editions Combre, 2004
- Clarinette et boule de gomme, méthode de clarinette pour les enfants avec CD inclus, Paris, Editions Combre, 2019

Articles
- (fr + en) Sylvie Hue, « International Spotlight: L’Orchestre de la Garde Républicaine: The Story of a Legend (French Version) », The Clarinet, vol. 47, no 3,‎ 6 juin 2020 (lire en ligne, consulté le 14 juin 2021).